# James Bateman
James Bateman, född den 18 juli 1811 i närheten av Bury, död den 27 november 1897 i Worthing, var en engelsk botanist. 
Bateman var kännare av orkidéerna. Auktorsnamnet Batem. kan användas för James Bateman i samband med ett vetenskapligt namn inom botaniken; se Wikipediaartiklar som länkar till auktorsnamnet.